# میکا میلیلا
میکا میلیلا (انگلیسی: Mika Myllylä؛ ۱۲ سپتامبر ۱۹۶۹ – ۵ ژوئیهٔ ۲۰۱۱) اسکی‌باز صحرانوردی اهل فنلاند بود.